# Nebrioporus lanceolatus
Nebrioporus lanceolatus is een keversoort uit de familie waterroofkevers (Dytiscidae). De wetenschappelijke naam van de soort is voor het eerst geldig gepubliceerd in 1871 door Francis Walker.